# Capela do Espírito Santo de Moreira do Lima
A Capela do Espírito Santo de Moreira do Lima é uma capela situada na freguesia de Cabração e Moreira do Lima, em Ponte de Lima. A sua origem não é clara. Alguns autores alegam que uma capela terá sido edificada na segunda metade do século XII com o mecenato da Ordem dos Templários e que nessa altura faria parte de um complexo arquitetónico. No entanto, as características estilísticas apontam para que o edifício atual tenha sido construído em finais da Idade Média, nos séculos XIV ou XV.
A sua estrutura é característica do românico tardio, com nave única e capela-mor adjacente de menor altura, ambas retangulares, e cobertura em madeira assente sobre cachorrada de modilhões profusamente decorados. Apresenta também elementos associados ao gótico, como o portal principal de arco quebrado sem tímpano e composto por três arquivoltas de decoração distinta. Na segunda metade do século XVII a igreja voltou a ser intervencionada, tendo-se refeito o arco triunfal e acrescentado o retábulo-mor. Em 1961 foi classificada como Imóvel de Interesse Público.